# Camille Claudel 1915
Pour les articles homonymes, voir Camille Claudel (homonymie) et Claudel.
Pour plus de détails, voir Fiche technique et Distribution.
Camille Claudel 1915 est un film français réalisé par Bruno Dumont sorti le 13 mars 2013.

## Synopsis
Depuis 1913, Camille Claudel a été internée à la demande de ses parents. En février 1915, du fait de la guerre, elle est désormais dans une institution religieuse, l'asile d'aliénés de Montdevergues à Montfavet près d'Avignon au milieu de malades difficiles. Ne sculptant plus, développant ponctuellement un discours paranoïaque (notamment envers Rodin), elle garde pourtant toute sa lucidité et son regard sensible d'artiste. Sa profonde souffrance ne trouve qu'espoir dans une hypothétique sortie de son internement forcé et de pouvoir rejoindre sa mère, qui ne communique plus avec elle, à Villeneuve-sur-Fère. Seul son frère, l'écrivain et diplomate Paul Claudel, lui écrit et lui rend visite constituant un lien avec l'extérieur. Depuis trois jours elle l'attend et espère qu'il accédera à sa requête. En vain, Paul est tout entier tourné vers lui-même, sa foi, et sa notoriété grandissante. Ne comprenant pas la détresse de sa sœur, il refuse de la prendre en charge se contentant de payer pour les meilleures conditions possibles d'internement malgré l'avis du médecin-psychiatre traitant qui envisage sa sortie.

## Fiche technique
- Titre : Camille Claudel 1915
- Réalisation : Bruno Dumont
- Scénario : Bruno Dumont
- Photographie : Guillaume Deffontaines
- Son : Philippe Lecoeur
- Décors : Riton Dupire-Clément
- Montage : Bruno Dumont et Basile Belkhiri
- Costumes : Alexandra Charles, Brigitte Massay-Sersour
- Producteurs : Rachid Bouchareb, Jean Bréhat, Muriel Merlin
- Sociétés de production : 3B Productions en collaboration avec Arte France Cinéma
- Durée : 97 minutes
- Dates de sortie : 
  - France : 13 mars 2013
  - Belgique : 22 janvier 2014

## Distribution
- Juliette Binoche : Camille Claudel
- Jean-Luc Vincent : Paul Claudel
- Robert Leroy : le docteur
- Emmanuel Kauffmann : le prêtre
- Marion Keller : Mlle Blanc
- Armelle Leroy-Rolland : la jeune sœur novice
- Georges Tchernych : l'infirmier

## Projet et réalisation du film
Bruno Dumont choisit de montrer Camille Claudel en 1915, à un moment de sa vie où elle a déjà passé deux ans internée et où elle a tout derrière elle. Dans l'entretien avec Olivier Père, il explique : « j'ai choisi l’année 1915 car c’est une date où Camille Claudel a tout derrière elle. Elle est en train de sombrer. Le temps passé sur son visage et sur ses mains suffit à nous faire comprendre son âge. Je voulais montrer qu’elle n’a plus ni la capacité ni la volonté de créer. »
À l'inverse de ses habitudes, Bruno Dumont tourne ici avec une actrice célèbre mais il le justifie par la notoriété de son personnage et par le fait que Juliette Binoche est également une « artiste » qui en plus d'être actrice est également peintre. Juliette Binoche s'est préparée pour son rôle en rencontrant des patients souffrant de troubles psychiatriques pendant trois semaines.
Les scènes d'internement du film ont été tournées au monastère Saint-Paul-de-Mausole à Saint-Rémy-de-Provencefigurant l'asile d'aliénés de Montdevergues de Montfavet.

## Accueil critique et public
Le film est très bien accueilli par la presse. Olivier Père juge que le film est un « accomplissement dans l'œuvre de Bruno Dumont. » Pour Les Inrockuptibles le réalisateur donne « son film le plus bouleversant, le plus en empathie avec ses personnages. Et nous touche au plus profond de notre être ». Tous les critiques saluent l'interprétation de Juliette Binoche[réf. nécessaire]. La rédaction du magazine Time Out — Paris classe le film dans sa liste des cinq meilleurs films de l'année 2013.
Sur l'ensemble de sa période d'exploitation en salles, le film a totalisé 115 860 entrées en France.

## Distinctions

### Nominations et sélections
- Festival du film de Berlin 2013 : sélection officielle
- Festival international du film des Hamptons 2013
- Festival du film de Sydney 2013 : sélection « Features »
- Festival international du film de Vancouver 2013
- Prix Louis-Delluc 2013 : sélection officielle[6]